# Babestation24
Babestation24 ist ein Erotik-Fernsehsender mit Hauptsitz in Zürich (Schweiz). Er bietet „ab 22 Uhr Erotik in Dauerschleife“. 2012 gewann der Sender einen Venus Award in der Kategorie „Best Erotic TV Channel“.